# Shi Jianwu
Shi Jianwu was een Chinees dichter en geleerde, die leefde tijdens de Tang dynastie. Hij heeft een teruggetrokken bestaan geleid, waardoor niet veel over hem bekend is.
In 815 behaalde hij de jinshi-graad, de hoogste graad die kon worden behaald in de ambtenarenexamens. Hij trok zich terug naar Xishan in Hongzhou (het huidige Jiangxi), waar hij zich bezighield met het Taoïsme. Rond 806 moet hij op de Penghu-eilanden hebben gewoond. Hij onderhield van daar uit contacten met vrienden en verwanten in Zhejiang en van minstens één gedicht is bekend dat het op de Penghu-eilanden is geschreven. Van hem is werk opgenomen in 'De complete Tang-gedichten' (全唐诗, Quan Tang shi), een verzameling van 48.900 gedichten samengesteld in 1705 en in 'het complete Tang-proza' (全唐文, Quan Tang wen), een verzameling van 18.400 werken die werd samengesteld in 1811.
Stephen Owen (宇文所安, Yǔwén Suǒān), Amerikaans sinoloog en als hoogleraar Chinese literatuur verbonden aan de Harvard-universiteit, vertaalde een aantal kwatrijnen van Shi Jianwu.